# Браун, Джеймс (епископ Шрусбери)
Джеймс Браун (англ. James Brown; 11 января 1812, Вулвергемптон, Великобритания — 14 октября 1881) — католический прелат, первый ординарий епархии Шрусбери.

## Биография
Джеймс Браун родился 11 января 1812 года в городе Вулвергемптон, Великобритания. 18 февраля 1837 года был рукоположён в священника.
27 июня 1851 года Римский папа Пий IX назначил Джеймса Брауна епископом Шрусбери. 27 июля 1851 года Джеймс Браун был рукоположён в епископа.
Умер 14 октября 1881 года.

## Источник
- Hierarchia Catholica Medii et Recentioris Aevi, Volume 8, стр. 493